# Ramën Çepele
Ramën Çepele, né le 21 mars 2003 à Conegliano, en Vénétie, est un footballeur international italo-albanais évoluant au poste de défenseur au Hanovre 96.

## Biographie

### En club
Formé à l'Inter Milan, il rejoint le Hanovre 96 en 2020. 

### En sélection
Avec l'équipe d'Italie des moins de 17 ans, il inscrit en octobre 2019 deux buts lors des éliminatoires du championnat d'Europe, contre le Luxembourg et la Turquie. Il officie comme capitaine contre les joueurs Turcs.
Le 4 septembre 2020, il figure pour la première fois sur le banc des remplaçants de l'équipe d'Albanie, mais sans entrer en jeu, lors d'une rencontre face à la Biélorussie. Ce match gagné 0-2 rentre dans le cadre de la Ligue des nations. Il effectue finalement ses débuts avec l'Albanie le 11 novembre 2020, lors d'un match amical contre le Kosovo, où il joue l'intégralité de la rencontre (victoire 2-1).